# Kenny Buttrey
Aaron Kenneth „Kenny“ Buttrey (* 1. April 1945 in Nashville; † 12. September 2004 ebenda) war ein einflussreicher Schlagzeuger und Studiomusiker der US-amerikanischen Folk- und Countryszene. Kenny Buttrey wirkte neben der Arbeit als Liveschlagzeuger an zahlreichen Aufnahmen namhafter Künstler mit, u. a. bei Bob Dylan, Bob Seger, Elvis Presley, Donovan, George Harrison, J. J. Cale, Joan Baez, Kris Kristofferson und Neil Young.

## Diskografie (Auswahl)
- 1962: Anna (Go to Him) – Arthur Alexander[3]
- 1966: Blonde on Blonde – Bob Dylan
- 1967: John Wesley Harding – Bob Dylan
- 1969: Nashville Skyline – Bob Dylan
- 1970: Self Portrait – Bob Dylan
- 1971: Mudlark – Leo Kottke
- 1971: Elvis Sings the Wonderful World of Christmas – Elvis Presley
- 1972: Harvest – Neil Young
- 1972: Journey Through the Past – Neil Young
- 1972: Moonshoot – Buffy Sainte-Marie
- 1972: Come from the Shadows – Joan Baez
- 1972: Jesus Was a Capricorn – Kris Kristofferson
- 1972: Ladies Love Outlaws – Waylon Jennings
- 1973, Quiet Places – Buffy Sainte-Marie
- 1973: Attempted Mustache – Loudon Wainwright III
- 1974: Seven – Bob Seger
- 1974: 7-Tease – Donovan
- 1975: Home Free – Dan Fogelberg
- 1975, Can’t Beat the Kid – John Hammond
- 1975: Tonight’s the Night – Neil Young
- 1976: Troubadour – J. J. Cale
- 1977: Changes in Latitudes, Changes in Attitudes – Jimmy Buffett
- 1979: Balance – Leo Kottke
- 1980: Shades – J. J. Cale
- 1982: Grasshopper – J. J. Cale
- 1992: Harvest Moon – Neil Young